# Парк Победы (Севастополь)
Парк Победы — парк в Севастополе, посвящённый Победе в Великой Отечественной войне и заложенный в год 30-летия Победы в 1975 году. Парк располагается в Гагаринском районе города, между Круглой и Стрелецкой бухтами. Общая площадь его территории составляет порядка 50 га. Парк Победы пользуется репутацией популярного места отдыха. Главной достопримечательностью украшением служит памятник Георгию Победоносцу, возведённый к 220-летию Севастополя в 2003 году. В парке имеется несколько достопримечательностей, развлекательных комплексов, пляж.

## История
Парк был заложен в 1975 году. Проект архитектора И. Е. Фиалко. Событие посвящалось празднованию 30-летия Победы в Великой Отечественной войне. Мероприятия по его созданию носили коллективный характер. Участие в обустройстве принимали сотрудники садово-парковых учреждений, а также прочие городские трудовые коллективы, а также моряки, учащиеся средне-технических, высших учебных заведений и школьники.
Основой планировки стала идея озеленения обособленных аллей, посвящённых памяти городов-героев СССР. Планировка территории подразумевала создание несколько участков, символизирующих определённые города. Двадцать девятого октября 1977 года произошла закладка аллей одиннадцати городов. На каждой производилась посадка конкретных деревьев, произрастающих в соответствующих климатических зонах:
- Московская аллея — ели и березы;
- Ленинградская аллея — липы;
- Киевская аллея — каштаны;
- Севастопольская аллея — ленкоранские акации;
- Одесская аллея — белые акации;
- Тульская аллея — березы;
- Новороссийская и Керченская аллеи — орехи;
- Брестская аллея — вязы;
- Минская аллея — ивы;
- Волгоградская аллея — тополя.

1983 год — Школа водолазов г. Севастополя закладывает дополнительный участок, посвященный её столетию. Позднее, в этом же году появилась аллея Олимпийцев, созданная Олимпийской советской сборной в честь выдающихся достижений в спорте СССР.
В дальнейшем Парк Победы неуклонно развивался, на территории появлялись новые памятные участки:
- Центральная и Комсомольская аллеи;
- аллеи Медиков, Воинов Афганистана, двухсотлетия города;
- рощи Партизан-подпольщиков, 200-летия Черноморского флота и Гидрографической службы ЧФ;
- участок Героев бронепоезда «Матрос Железняков».

Парк Победы переживал времена расцвета и упадка. После распада Советского Союза он был практически полностью заброшен, его поддержанию и развитию не уделялось внимания. И лишь в 2008 началось проведение реконструкции, повторного облагораживания территории. Гагаринская районная администрация объявила проведение двухмесячника чистоты. За время «очистительных» работ было вывезено порядка 250 м³ мусора. Накануне 9 мая 2009 состоялось торжественное открытие обновлённого Парка Победы. Мощёные дорожки, новые скамьи, ротонда с колоннами — главным напоминанием о былом остался монумент Георгию Победоносцу, отреставрированный в ходе восстановления парка.
Сегодня дорожки вымощены плиткой, на аллеях размещено свыше ста пятидесяти скамеек, порядка 150 фонарей с плафонами из противоударного стекла, оборудованы беседки. В Парке Победы сохранились старые растения. Платаны, тополя, клёны, сосны, можжевельники, голубые ели, кипарисы, каштаны, лаванда, розмарин — здесь растут самые различные представители растительного мира. На территории есть несколько достопримечательностей, объектов развлекательных инфраструктур.
9 мая 2014 года в Парке была заложена новая зона «Аллея России». В сентябре того же года были объявлены планы о создании особого участка — природного парка «Аллея России» площадью до 3 га, где будет высажено 85 садов с растениями различных регионов страны.
9 мая 2019 года парк Победы открылся после реконструкции. Была обновлена центральная аллея, установлены 15 новых фонтанов: фонтан «Победа» у входа в парк в виде 5-и конечной звезды советского ордена «Победа», фонтан «Центральный», а также 13 фонтанов у звёзд городов-героев.

## Монумент Георгию Победоносцу
Основной достопримечательностью парка стал монумент Святому Георгию Победоносцу, возведённый в 2003 году к празднованию 220-летия Севастополя. Он представляет собой тридцатиметровую колонну, увенчанную бронзовой статуей Георгия Победоносца, созданной по проекту скульптора Вячеслава Клыкова.

## Прочие достопримечательности
- памятные камни в честь закладки аллей;
- Ротонда, возведенная в ходе последней реконструкции;
- Мемориал в честь героев Советского Союза;
- Мемориал-часовня Александра Невского — монумент памяти «Молчаливое эхо войны»;
- Раскопки древнегреческой усадьбы

## Инфраструктура
Аллеи парка ведут к морскому побережью, где оборудован один из городских мелкогалечных пляжей. На набережной действуют летние кафе, развлекательный центр «Хорошо». В последнем оборудован мини-стадион.
Отдельными объектами являются:
- аквапарк Зурбаган;
- пятизвездочный отель «Аквамарин» с современным пляжем.
- Комплекс гостиничных апартаментов ПАРК ОТЕЛЬ

Въезд на территорию парка на автомобилях запрещён. Для перевозки отдыхающих предусмотрены услуги специального транспорта — электромобилей, перемещающихся по установленным маршрутам.

## Публикации
- В. Круть. Парк Победы — «горячая» точка Севастополя // Севастопольская правда : газета. — 2012. — 10 сентября. — ISSN =. Архивировано 26 марта 2019 года.

## Видео
- Архивные фото на сайте crimea.vgorode.ua Архивная копия от 21 октября 2021 на Wayback Machine
- Видео «Севастополь памятник Георгию Победоносцу Парк Победы с высоты птичьего полета»
- Видео «Достопримечательности в Парке Победы, Севастополь» Архивная копия от 26 октября 2021 на Wayback Machine

## Карты
- Парк победы в Севастополе на карте Яндекс Архивная копия от 20 октября 2021 на Wayback Machine
- Парк Победы на карте Севастополя Архивная копия от 21 октября 2021 на Wayback Machine